# 노먼 버턴
노먼 버턴(영어: Norman Burton, 1923년 12월 5일 ~ 2003년 9월 29일)은 20세기 미국의 배우이다. 영화 《다이아몬드는 영원히》(1971)에서 펠릭스 라이터 역을 맡았다. 드라마 《원더우먼》에서 조 앳킨슨 장관 역을 맡았다.

## 출연 작품
- 아메리칸 닌자 5 (1993)
- 라이브 와이어 (1992)
- 죽음의 승부 (1988)
- 전쟁과 추억 (1988)
- 에이리언 대습격 (1987)
- 배드 가이스 (1986)
- 죽음의 기도 (1985)
- 크라임 오브 패션 (1984)
- 블랙 엔젤 (1983)
- 창공의 여왕 에이미 (1981)
- 살인 목격 (1980)
- 스코치 (1976)
- 형사 Q (1976)
- 마지막 승부 (1975)
- 원더 우먼 - TV 시리즈 (1975)
- 피터 프라우드의 환생 (1974)
- 타워링 (1974)
- 호랑이를 구하라 (1973)
- 히트! (1973)
- 혹성 탈출 3 - 제3의 인류 (1971)
- 007 다이아몬드는 영원히 (1971)
- 혹성탈출 (1968)
- 추격 (1959)